# 富浦村
富浦村（とみうらむら）は、千葉県海上郡にあった村。現在は旭市の一部。

## 地理
- 現在の旭市、旧旭市の南部に位置する。
- 村には九十九里浜があり、太平洋に面している。
- 村のほとんどは平地である。

## 歴史

### 村名の由来
漁業の繁栄を願って命名。現在は旭市立富浦小学校等に名をとどめる。

### 沿革
- 1889年（明治22年）4月1日 - 町村制施行に伴い、中谷里村・仁玉村・神宮寺村が合併して成立。
- 1954年（昭和29年）2月11日 - 旭町・矢指村と合併し、改めて旭町が発足。同日富浦村廃止。

| 1868年 以前 | 1868年 以前 | 明治22年 4月1日 | 昭和29年 | 昭和29年 | 現在 |
| 1868年 以前 | 1868年 以前 | 明治22年 4月1日 | 2月11日  | 7月1日   | 現在 |
| ----------- | ----------- | --------------- | -------- | -------- | ---- |
|             | 中谷里村    | 富浦村          | 旭町     | 市制     | 旭市 |
|             | 仁玉村      | 富浦村          | 旭町     | 市制     | 旭市 |
|             | 神宮寺村    | 富浦村          | 旭町     | 市制     | 旭市 |

## 人口・世帯

### 人口
総数 [単位： 人]
| 1891年（明治24年） | 2,839 |
| 1920年（大正 9年） | 3,611 |
| 1953年（昭和28年） | 4,541 |

### 世帯
総数 [単位： 世帯]
| 1920年（大正 9年） | 650 |
| 1950年（昭和25年） | 779 |